# علم الجبل الأسود
أعتمد علم جمهورية الجبل الأسود في 13 تموز - يوليو من سنة 2004 ويتكون العلم المونتينيغري من خلفية حمراء محاطة بإطار من اللون الأصفر في أطراف العلم المونتينيغري ويتوسطها الشعار الرسمي للدولة باللون الأصفر.

## الألوان
|                               | أحمر    | ذهبي كراميلي | أصفر كراميلي | أخضر      | أزرق      |
| ----------------------------- | ------- | ------------ | ------------ | --------- | --------- |
| ألوان الويب                   | #E30000 | #D17624      | #FFC000      | #39B54A   | #0071BC   |
| النموذج اللوني أحمر أخضر أزرق | 227-0-0 | 209-118-36   | 255-192-0    | 57-181-74 | 0-113-188 |

## العلم الثلاثي الألوان
بحكم الارتباط التاريخي بصربيا فإن ألوان العلم المونتينيغري الثلاثي الألوان مبنية على رمزية ألوان علم صربيا - المستوحى بدوره من علم روسيا - لكن مع إضافة شعار الجبل الأسود في الوسط، وبشكل عام ترمز الألوان إلى:
- الأحمر: يرمز إلى الشجاعة والكرم والحب.

- الأزرق: يرمز إلى الإخلاص والصدق والنزاهة والعفة.

- الأبيض: يرمز إلى النبل والصراحة.

## أعلام تاريخية

علم أمير-أسقفية الجبل الأسود المستخدم ما قبل القرن التاسع عشر.
علم إمارة الجبل الأسود تحت حكم دانيلو الأول مابين عامي 1852-1860.
علم صربيا المستخدم كنموذج رسمي لعلم الجبل الأسود الثلاثي الألوان منذ عام 1860.
علم إمارة الجبل الأسود تحت حكم نيكولا الأول مابين عامي 1860-1905.
علم مملكة الجبل الأسود مابين عامي 1905-1918.
علم مملكة الجبل الأسود مابين عامي 1905-1918 (مع شعار النبالة).
علم الجبل الأسود كجزء من مملكة يوغوسلافيا مابين عامي 1918-1941.
علم محافظة الجبل الأسود الإيطالية مابين عامي 1941-1943
علم أراضي الجبل الأسود المحتلة من قبل ألمانيا مابين عامي 1943-1944
علم البارتيزان المونتينيغريين مابين عامي 1944-1945.
علم جمهورية الجبل الأسود الاشتراكية مابين عامي 1945-1993.
علم جمهورية الجبل الأسود مابين عامي 1993-2004.
علم جمهورية الجبل الأسود مابين عامي 1994-2004 (مع شعار النبالة).

## وصلات خارجية
- القانون الذي يحدد الرموز الوطنية لجمهورية الجبل الأسود
- الجبل الأسود في أعلام العالم